# Пругасти орао
Пругасти орао (лат. Aquila fasciata) мањи је до средње велики орао из породице јастребова (лат. Accipitridae) који се гнезди на широком подручју у јужној Европи, Африци, Индији и Индонезији.

## Опис
Пругасти орао достиже дужину од 55 до 65 цм, а крила су му релативно кратка и заобљена (142 -175 цм). Женке су нешто веће од мужјака. Горњи делови су му тамносмеђе, а доњи беле боје с тамним пругама. Дуги реп је сив с белом доњом страном и широком тамном пругом на горњем наставку. Ноге и очи су му жуте.
Обично се не оглашава, осим у близини гнезда где је опет нешто тиши од својих најближих сродника. Захваљујући генетичком истраживању ова је врста премештена у род Aquila (прави орлови) из рода Hieraaetus.

## Станиште, размножавање и исхрана
Пругасти орао је птица станарица, која се гнезди на шумовитом, често брдовитом подручју с неким отвореним просторима. Афрички преферирају саване, рубове шума, култивирана и рашчишћена подручја, под условом да ту постоје нека велика стабла. Али, ова врста не воли ни врло отворена и нити густо шумовита станишта.
Женка полаже најчешће два јаја, максимално три.
Пругасти орао има широк спектар плена, којег обавезно хвата живог. Обично лови из скровишта, из крошњи дрвета, али такође хвата плен обрушавањем на тло из ваздуха попут других орлова. Углавном се храни малим сисарима, птицама и гмизавцима.